# 阿鸚愛說笑
《阿鸚愛說笑》（英語：Paulie）是一部1998年的德美合製冒險奇幻喜劇片。敘述一隻被棄養名為Paulie的鸚鵡尋找牠原飼主的故事。由托尼·夏爾赫布、Gena Rowlands、Hallie Eisenberg以及傑·摩爾等人主演。摩爾為片中的Paulie配音，並客串一個小角色。

## 外部連結
- 開眼電影網上《阿鸚愛說笑》的資料（繁體中文）
- 互联网电影数据库（IMDb）上《Paulie》的资料（英文）
- 爛番茄上《阿鸚愛說笑》的資料（英文）
- Box Office Mojo上《阿鸚愛說笑》的資料（英文）
- A bird's review of the movie （页面存档备份，存于）